# Marta Torné
Marta Tornè Gracia (Barcellona, 10 marzo 1978) è un'attrice spagnola.

## Carriera
Lavorò come receptionist in un'azienda di produzione. Decise di studiare audiovisiva e radio produzione. Dopo aver finito gli studi lavorò in varie stazioni radio come Radio Estel, Flaix FM e RAC 1.
Divenne famosa sul piccolo schermo per aver interpretato Maria Almagro nella serie televisiva spagnola El internado andata in onda su Antena 3, lavorando assieme ad attori come Yon González, Amparo Baró, Ana de Armas, Blanca Suárez e Luis Merlo.
Il 3 marzo 2010 debuttò a teatro in Mas Allá Del Puente.

## Doppiatrici italiane
Nelle versioni in italiano delle opere in cui ha recitato, Marta Torné è stata doppiata da:
- Selvaggia Quattrini in El Internado
- Valeria Falcinelli in 7 años